# Melon (dịch vụ âm nhạc trực tuyến)
Melon (tiếng Hàn: 멜론; Romaja: Mellon) là một cửa hàng âm nhạc trực tuyến của Hàn Quốc và dịch vụ phát trực tuyến âm nhạc được giới thiệu vào tháng 11 năm 2004 và được phát triển bởi SK Telecom. LOEN Entertainment (hiện giờ là Kakao M) đã trở thành công ty phụ trách dịch vụ vào năm 2009.
Melon là dịch vụ đăng ký âm nhạc lớn nhất Hàn Quốc, với hơn 28 triệu người dùng. Melon là dịch vụ phát trực tuyến nhạc phổ biến nhất ở Hàn Quốc. Trên thực tế, một cuộc khảo sát về người dùng điện thoại thông minh cho thấy Melon là ứng dụng được người Hàn Quốc sử dụng nhiều nhất. Người dùng Melon có thể phát trực tuyến, tải nhạc và video âm nhạc cũng như tạo nhạc chuông tùy chỉnh. Melon hiện có sẵn trên iOS và Android.
Cái tên Melon là từ viết tắt của cụm từ melody on.

## Quảng bá

### Chương trình âm nhạc trên truyền hình
Melon là nhà tài trợ chính của các chương trình liên quan đến âm nhạc như sau:
- Inkigayo (SBS, kể từ tháng 10 năm 2010 đến tháng 12 năm 2016, được tái tài trợ kể từ tháng 2 năm 2017. Trước đây được gọi là Popular Song và The Music Trend.)
- Show! Music Core (MBC, kể từ tháng 8 năm 2014 đến tháng 3 năm 2018)
- Show Champion (MBC Music, kể từ tháng 1 năm 2013 đến tháng 5 năm 2018)
- You Hee-yeol's Sketchbook (KBS 2TV)
- Immortal Songs: Singing the Legend (KBS 2TV)
- K-pop Star  (SBS, tất cả 6 mùa kể từ năm 2011 đến 2017)
- Tribe of Hip Hop (JTBC)
- King of Mask Singer (MBC, kể từ tháng 6 năm 2017)[a]
- Mix Nine (JTBC) (kể từ năm 2017 đến 2018)
- Music Bank (KBS 2TV, kể từ tháng 1 năm 2020)

### Melon Music Awards
Vào năm 2009, LOEN Entertainment đã thành lập Melon Music Awards (MMA), một lễ trao giải chuyên tính toán doanh số kỹ thuật số và phiếu bầu trực tuyến để đánh giá người chiến thắng.

## Kỷ lục

### Bài hát có nhiều tuần nhất ở vị trí số 1
14 weeks
- NewJeans – "Ditto" (2023)[5]

11 tuần
- BTS – "Dynamite" (2020)

8 tuần
- YB – "It Must Have Been Love" (2005)
- Big Bang – "Last Farewell" (2007)[6][7]
- Girls' Generation – "Gee" (2009)[8]
- Zico – "Any Song" (2020)
- Mirani, Munchman, Khundi Panda, Mushvenom hợp tác với Justhis – "VVS" (2020)
- Brave Girls – "Rollin'" (2017)

7 tuần
- Wonder Girls – "Tell Me" (2007)[9]
- Big Bang – "Haru Haru" (2008)[7][10]
- Soyou & Junggigo – "Some" (2014)[11][12]

6 tuần
- SG Wannabe – "Crime and Punishment" (2005)
- Kim Jong-kook – "Standstill" (2005)
- Buzz – "Love From a Real Heart" (2005)
- Gavy NJ Project Group – "Love All" (2006)
- Yangpa – "Love... What Is It?" (2007)
- F.T. Island – "Love Sick" (2007)[7]
- Big Bang – "Lies" (2007)[7][13]
- Wonder Girls – "So Hot" (2008)
- Baek Ji-young – "Like Being Hit By a Bullet" (2008)
- IU – "You & I" (2011)[12]
- Psy – "Gangnam Style" (2012)[12]
- Ailee – "I Will Go to You Like the First Snow" (2017)
- iKon – "Love Scenario" (2018)
- IU – "Celebrity" (2021)
- M.O.M – "Foolish Love" (2021)
- The Kid Laroi & Justin Bieber – "Stay" (2021)
- Kim Min-seok – Drunken Confession (2022)
- Younha – "Event Horizon" (2022)

### Bài hát có nhiều ngày nhất ở vị trí số 1
- 99 ngày: NewJeans – "Ditto" (2022)[14]
- 75 ngày: BTS – "Dynamite" (2020)[15]
- 62 ngày: Girls' Generation – "Gee" (2009)
- 57 ngày: Mirani, Munchman, Khundi Panda, Mushvenom hợp tác với Justhis – "VVS" (2020)[15][16]
- 52 ngày: Zico – "Any Song" (2020)[15]
- 42 ngày: Soyou x Junggigo – "Some" (2014), IU – "Celebrity" (2021)[16]
- 40 ngày: iKon – "Love Scenario" (2018), Shaun – "Way Back Home" (2018)

### Nghệ sĩ có nhiều tuần nhất ở vị trí số 1
| Vị trí       | 1  | 2        | 3            | 4    | 5      |
| ------------ | -- | -------- | ------------ | ---- | ------ |
| Nghệ sĩ      | IU | Big Bang | Wonder Girls | 2NE1 | Sistar |
| Tổng số tuần | 58 | 44       | 29           | 23   | 18     |

### Nghệ sĩ có nhiều bài hát nhất ở vị trí số 1
| Vị trí          | 1  | 2        | 3             | 4            | 5                                |
| --------------- | -- | -------- | ------------- | ------------ | -------------------------------- |
| Nghệ sĩ         | IU | Big Bang | 2NE1, Davichi | Wonder Girls | Girls' Generation, Sistar, Twice |
| Tổng số bài hát | 24 | 14       | 10            | 8            | 7                                |

### Nghệ sĩ có nhiều tháng nhất ở vị trí số 1
| Vị trí        | 1  | 2            | 3                    | 4                                    | 5                    |
| ------------- | -- | ------------ | -------------------- | ------------------------------------ | -------------------- |
| Nghệ sĩ       | IU | Wonder Girls | Big Bang, MC the Max | BoA, Park Hyo-shin, SG Wannabe, 2NE1 | Bolbbalgan4, MC Mong |
| Tổng số tháng | 10 | 8            | 6                    | 5                                    | 4                    |

### Bài hát xếp hạng lâu nhất trên bảng xếp hạng hàng tuần
| Vị trí                        | Nghệ sĩ                | Bài hát                   | Tổng số tuần |
| ----------------------------- | ---------------------- | ------------------------- | ------------ |
| 1                             | BTS                    | "Spring Day"              | 219*         |
| 2                             | Paul Kim               | "Every Day, Every Moment" | 161*         |
| 3                             | Sam Smith              | "I'm Not the Only One"    | 130          |
| 4                             | Paul Kim               | "Me After You"            | 129*         |
| 5                             | IU                     | "Through the Night"       | 120          |
| 6                             | Busker Busker          | "Cherry Blossom Ending"   | 117          |
| 7                             | MC the Max             | "No Matter Where"         | 113          |
| 8                             | Anne-Marie             | "2002"                    | 113*         |
| 9                             | Lauv                   | "Paris in the Rain"       | 112*         |
| 10                            | BTS hợp tác với Halsey | "Boy with Luv"            | 107*         |
| Tính đến 26 tháng 4 năm 2021. |                        |                           |              |

- * biểu thị cho bài hát vẫn còn xếp hạng trên bảng xếp hạng.

### Bài hát có nhiều lượt thích nhất mọi thời đại
| Vị trí                        | Nghệ sĩ       | Bài hát                                                       | Lượt thích | Nguồn  |
| ----------------------------- | ------------- | ------------------------------------------------------------- | ---------- | ------ |
| 1                             | BTS           | "Spring Day" (2017)                                           | 555,038    | [ 17 ] |
| 2                             | IU            | "Through the Night" (2017)                                    | 434,270    | [ 18 ] |
| 3                             | BTS           | "Boy with Luv" (2019)                                         | 431,454    | [ 19 ] |
| 4                             | BTS           | "Dynamite" (2020)                                             | 428,300    | [ 20 ] |
| 5                             | BTS           | "DNA" (2017)                                                  | 401,427    | [ 21 ] |
| 6                             | Paul Kim      | "Every day, Every Moment" (2018)                              | 384,670    | [ 22 ] |
| 7                             | Anne-Marie    | "2002" (2018)                                                 | 374,123    | [ 23 ] |
| 8                             | IU            | "Eight" (2020)                                                | 373,431    | [ 24 ] |
| 9                             | AKMU          | "How can I love the heartbreak, you're the one I love" (2019) | 372,699    | [ 25 ] |
| 10                            | Busker Busker | "Cherry Blossom Ending" (2017)                                | 369,800    | [ 26 ] |
| Tính đến 22 tháng 1 năm 2022. |               |                                                               |            |        |

## MelOn Player
Chương trình tải và cài đặt dịch vụ MelOn đều có sẵn.
Người dùng có thể tận hưởng tính năng như xem lời và hình ảnh trên bài hát hoặc album mình muốn, chia sẻ SNS, nghe nhạc, xem video và tải xuống, trao đổi nhạc qua điện thoại, và tích hợp iTunes.

## Thiết bị di động
MelOn hiện có sẵn trên iOS, Android, và Windows Mobile.
Ứng dụng điện thoại MelOn cho phép nghe và tải xuống không giới hạn và chia sẻ album với bạn bè và có thể đề nghị dịch vụ.